# Victor Tesch
Victor Tesch, né à Messancy le 10 mars 1812 et y décédé le 16 juin 1892, est un avocat, patron de presse et homme politique belge du parti libéral.

## Biographie
Il était le fils de Jean-Frédéric Tesch (1774-1844) et de Marie-Cécile Nothomb (1780-1869) et épousa Hélène-Cécile-Caroline Nothomb tante de Jean-Baptiste Nothomb.

## Vie politique
Quoique hostile à la séparation de la province belge du Luxembourg d'avec le Grand-Duché, il participa toutefois à la vie politique belge.
Il fut ministre de la justice de Belgique de 1850 à 1852 et de 1857 à 1865. L'histoire a retenu son nom pour avoir mis en exécution le projet d'un nouveau palais de justice à Bruxelles et d'avoir désigné l'architecte Joseph Poelaert pour accomplir cette tâche.
Il cumula de nombreuses autres fonctions et à côté de son métier d'avocat, il fut industriel, banquier et le gouverneur de la Société Générale de Belgique entre 1878 et 1892, conseiller communal d'Arlon, député permanent de la province de Luxembourg, député pour l'arrondissement administratif d'Arlon de 1848 à 1892.

## Carrière
Promoteur du développement industriel et de la création des chemins de fer dans la Province du Luxembourg, il devint le président du conseil d'administration de la Grande Compagnie du Luxembourg en 1854.
Il était également propriétaire du journal l'Écho du Luxembourg.

## Postérité

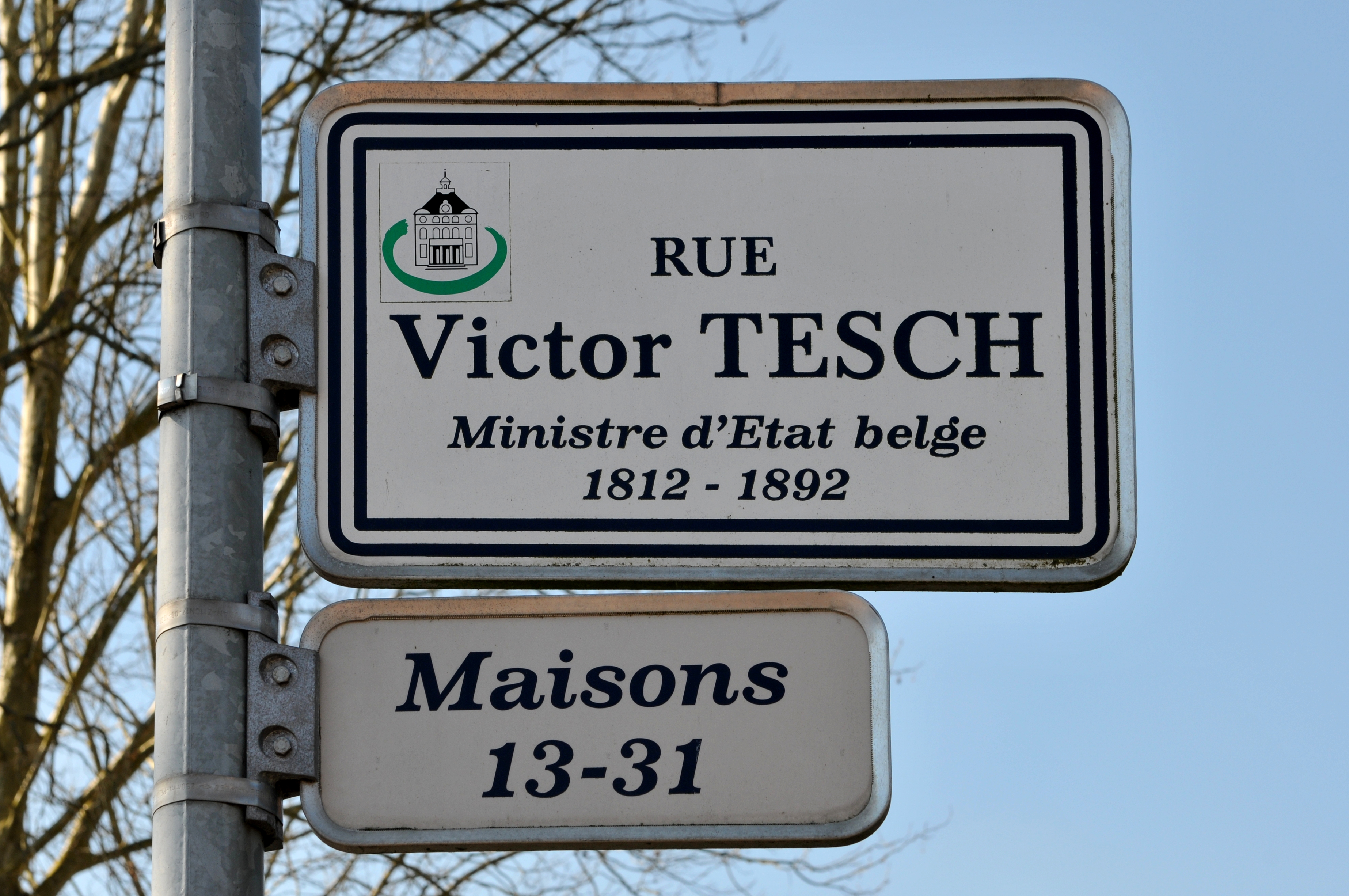
Einseigne de rue à Dudelange, rappelant le souvenir de Victor Tesch.

Plusieurs rues portent son nom, tant en Belgique qu'au Luxembourg : 
- Arlon
- Dudelange

## Sources
- Fausto Gardini, "12 March 1812: Victor Jean-Baptiste Tesch".
- C. Moïs; J.M. Zimmerman; C. Gillet, "Les bâtiments Tesch et Castilhon", tiré de Cercle d'histoire du pays de Messancy.
- La Société Générale de Belgique - 1822-1972 -  Sa photo figure à la page 46.